# Aleksandrija
Aleksandríja (arabsko الإسكندري, Iskenderia) je mesto in glavno morsko pristanišče v Egiptu ob Sredozemskem morju. Imenuje se po Aleksandru Velikem, ki je ob zasedbi Egipta leta 332 pr. n. št. kraj, kjer je od 16. stoletja pr. n. št. stalo mesto Rakotis, izbral za prestolnico. Postala je pomembno središče helenistične civilizacije in je ostala prestolnica ptolemajskega (grškega) Egipta ter rimskega in bizantinskega Egipta skoraj 1000 let, do muslimanske osvojitve Egipta leta 641, ko je bila v Fustatu ustanovljena nova prestolnica (pozneje absorbirana v Kairo).
V mestu se je rodil grški matematik Evklid. Več kot tisoč let od ustanovitve je bilo glavno mesto države in sedež Ptolemajske dinastije. Kmalu je postalo eno od najuglednejših mest grškega sveta. Vseskozi je ostalo največje in najpomembnejše mesto Egipta. Dandanes je drugo največje mesto in še vedno pomembno središče helenizma.
Mesto leži na zemljepisni širini 31° 13,2' severno in zemljepisni dolžini 29° 57,0' vzhodno, 208 km (129 milj) severozahodno od Kaira. Nilovo ustje, ki je sedaj suho, je ležalo 19 km (12 milj) vzhodneje, blizu antičnega mesta Kanopus.
V antiki je bila Aleksandrija znana po svetilniku, ki je bil eno od sedmih čudes sveta, po knjižnici, tedaj največji na svetu in nekropoli (katakombe Kom El Shoqafa). Podmorska arheološka raziskovanja v pristanišču Aleksandrija, ki so se začela leta 1994 odkrivajo podrobnosti mesta iz obdobja Ptolemajskega kraljestva.
S pomočjo Združenih narodov so zgradili veliko novo knjižnico Bibliotheca Alexandrina.
Od konca 18. stoletja je Aleksandrija postala glavno središče mednarodne ladjarske industrije in eno najpomembnejših trgovskih središč na svetu, saj je imela korist od povezave med Sredozemskim morjem in Rdečim morjem ter donosno trgovino z egipčanskim bombažem.

## Zgodovina

### Antično obdobje
| r · Z1 · a | A35 | t · niwt |

| r · Z1 · a | A35 | t · niwt |

| r · a | qd | d · i · i | t · niwt |

| r · a | qd | d · i · i | t · niwt |

Aleksandrija naj bi ustanovil leta 332 pr. n. št. Aleksander Veliki kot Ἀλεξάνδρεια ('Aleksandrija'). Aleksandrov glavni arhitekt za projekt je bil Dinokrat. Nadomestila naj bi Naucratis kot helenistično središče v Egiptu in postala povezava med Grčijo in bogato dolino Nila. Čeprav že dolgo mislijo, da je bila tam le majhna vas, nedavna radiokarbonska datacija odlomkov iz školjk in onesnaženja s svincem kažejo pomembno človeško aktivnost na mestu, ki je obstajalo dve tisočletji pred ustanovitvijo Aleksandrije. 
Aleksandrija je bila intelektualno in kulturno središče antičnega sveta. Mesto in njegov muzej so privabili številne največje učenjake, med njimi Grke, Jude in Sirce. Mesto je bilo kasneje opustošeno in izgubilo svoj pomen. 
V zgodnji krščanski dobi je bilo mesto središče Aleksandrijskega patriarhata, ki je bil eden od glavnih središč zgodnjega krščanstva v vzhodnem rimskem cesarstvu. V sodobnem svetu Koptska pravoslavna cerkev in Aleksandrijska grška pravoslavna cerkev trdita, da sta naslednici.
Vzhodno od Aleksandrije (kjer je zdaj zaliv Abu Qir), je bilo v antiki močvirje in več otokov. Že v sedmem stoletju pred našim štetjem sta obstajali pomembni pristanišči Kanopus in Heraklejon. Slednji je bil nedavno ponovno odkrit pod vodo.
Egipčansko mesto, Rakotis je že obstajalo na obali in pozneje je dalo ime Aleksandriji v egiptovskem jeziku (egipčansko * Raˁ-Ḳāṭit, napisano rˁ-ḳṭy.t, 'tisto, kar je zgrajeno'). Še obstaja kot današnja mestna četrt. Nekaj mesecev po ustanovitvi je Aleksander zapustil Egipt in se nikoli vrnil v svoje mesto. Po njegovem odhodu je njegov namestnik, podkralj Cleomenes nadaljeval širitev. Po boju z drugimi Aleksandrovimi nasledniki je njegov general Ptolemaj Lagides uspel prinesti Aleksandrovo telo v Aleksandrijo, ki je bilo verjetno izgubljeno, potem ko je bil ločeno iz tamkajšnjega grobišča. 
Čeprav je bil Cleomenes v glavnem zadolžen za nadzorovanje razvoja Aleksandrije, se zdi, da sta Heptastadion in celinska četrt prvenstveno delo Ptolemajcev. Z upadom trgovanja z uničenim Tirom in prihajajočim središčem nove trgovine med Evropo ter arabskim in indijskim vzhodom se je mesto povečalo v manj kot eni generaciji, in bilo večje od Kartagine. V stoletju je Aleksandrija postala največje mesto na svetu in je bila nekaj stoletij druga za Rimom. Postala je glavno grško mesto Egipta z grškimi ljudmi iz različnih okolij.
Aleksandrija ni bila le center helenizma, temveč je bila tudi domovina največje mestne judovske skupnosti na svetu. Tam je bila izdelana Septuaginta, grška različica Tanake. Zgodnji Ptolemajci so jo obdržali v odredbi. Spodbujali so razvoj svojega muzeja v vodilni helenistični center učenja (Aleksandrijska knjižnica), vendar so skrbno ohranjali razliko med tremi največjimi etničnimi skupinami prebivalstva: grškim, judovskim in egipčanskim. 
V letu 115, v času Kitosove vojne, je bil uničen velik del Aleksandrije, kar je Hadrijanu in njegovemu arhitektu, Decriannusu omogočilo, da sta jo ponovno zgradila. Leta 215 je cesar Karakala obiskal mesto in zaradi nekaterih žaljivih satir, ki so jih prebivalci izrekli o njem, je ukazal svoji vojski, naj pobijejo vse mlade, ki so sposobni nositi orožje. 21. julija 365 je Aleksandrijo opustošil cunami (Kretski potres 365) , dogodek, ki se ga letno spominjajo kot »dan groze«. 

### Mohamedovo obdobje
Prvi stik islamskega preroka Mohameda z ljudmi iz Egipta se je zgodil leta 628 med ekspedicijo Zaid ibn Haritha v Hismo. Poslal je Hatib bin Abi Baltaeha s pismom k egiptovskemu kralju (v resnici cesarju Herakliju) in Aleksandriji, imenovanem Al-Muqawqis . V pismu Mohamed piše: »Vabim vas, da sprejmete islam, Alah vzvišeni, vas bo nagradil dvojno. Če pa to zavrnete, boste nosili breme prestopka vseh Koptov«. Med to ekspedicijo je bil napaden eden od Mohamedovih odposlancev Dihyah bin Khalifa Kalbi. Mohamed je poslal Zayd ibn Haritha na pomoč. Dihyah je prestopil k Banu Dubayb (pleme, ki je prešl v islam in imelo dobre odnose z muslimani). Ko je novica prišla do Mohameda, je takoj odposlal Zayd ibn Haritha s 500 moškimi v boj. Muslimanska vojska se je borila z Banu Judhamom, nekaj jih je ubila (povzročila velike žrtve), vključno z njihovim glavnim, Al-Hunayd ibn Aridom in njegovim sinom ter ujeli 1000 kamel, 5000 govedi in 100 žensk in fantov. Novi vodja Banu Judham, ki je sprejel islam, je pozval Mohameda, naj izpusti člane plemena in ta jih je izpustil. .

### Islamsko obdobje
Leta 619 je Aleksandrija padla pod Sasanide. Čeprav jo je bizantinski cesar Heraklij pridobil nazaj leta 629, so jo 641 Arabci pod generalom Amr ibn al-'As zasedli med muslimanskim osvajanjem Egipta po obleganju, ki je trajalo 14 mesecev.
Po bitki pri Ridaniii leta 1517 so mesto osvojili osmanski Turki in je ostalo pod osmanskim vladanjem do leta 1798. Aleksandrija je v devetem in osemnajstem stoletju izgubila velik del svojega nekdanjega pomena kot egiptovsko pristaniško mesto Rosetta in povrnila pomembnost z gradnjo kanala Mahmoudiyah leta 1807.
Aleksandrija se je uveljavila v vojaških operacijah Napoleonove ekspedicije v Egipt leta 1798. Francoska vojska je 2. julija 1798 napadla mesto in ga zadržala do prihoda britanske ekspedicije leta 1801. Britanci so zmagali nad francosko vojsko v bitki za Aleksandrijo 21. marca 1801, v kateri so oblegali mesto, ki je padlo 2. septembra 1801. Mohamed Ali, osmanski guverner Egipta, je začel obnovo in sanacijo okoli leta 1810, do leta 1850 pa se je Aleksandrija vrnila v nekaj podobnega svoji nekdanji slavi . Julija 1882 so mesto bombardirale britanske pomorske sile in ga zasedle . Egipt se je obrnil na Evropo v prizadevanjih za modernizacijo države. Grki, ki so jim sledili drugi Evropejci in ostali, so se začeli seliti v mesto. V začetku 20. stoletja je mesto postalo dom za romanopisce in pesnike.
Julija 1954 je bilo mesto tarča izraelske bombne akcije, ki je kasneje postala znana kot Lavonova afera. 26. oktobra 1954 je bil trg Mansheya kraj neuspešnega atentata na Gamal Abdel Naserja. 
Evropejci so zapustili Aleksandrijo po Sueški vojni leta 1956, ki je privedla do izbruha arabskega nacionalizma. Naserjeva nacionalizacija premoženja, ki je dosegla višek leta 1961, je izgnala skoraj vse ostale.

### Ibn Battuta v Aleksandriji
Zgodaj spomladi 1326 je Ibn Battita prišel v Aleksandrijo, ki je takrat spadala v Mameluški sultanat. V mestu je srečal dva asketska pobožna moža. Eden od njiju je bil šejk Burhanudin, ki je Ibn Batuti domnevno napovedal, da bo postal svetovni popotnik:
»Zdi se mi, da si zaljubljen v potovanja v tujino. Obiskal boš mojega brata Faridudina v Indiji, Rukonudina v Sindu in Burhanudina na Kitajskem. Prenesi jim moje tople pozdrave.«
Drugi pobožni mož je bil šejk Muršidi, ki je svoje sanje o Ibn Batuti razlagal tako, da bo Ibn Batuta postal svetovni popotnik.  V Aleksandriji je preživel nekaj tednov in se nato odpravil v notranjost sultanata v Kairo, veliko in pomembno prestolnico Mameluškega sultanata.

### Časovnica
Najpomembnejše bitke in obleganja Aleksandrije so:
- Obleganje Aleksandrije (47 pr. n. št.), državljanska vojna Julija Cezarja
- Bitka za Aleksandrijo (30 pr. n. št.), končna vojna rimske republike
- Obleganje Aleksandrije (619), bizantinsko-perzijske vojne
- Obleganje Aleksandrije (641), Rašidunovo osvajanje bizantinskega Egipta
- Aleksandrijski križarji (1365), križarska vojna pod vodstvom Petra de Lusignana na Cipru, kar je povzročilo poraz Mamelukov in plenjenje mesta.
- Bitka za Aleksandrijo (1801), napoleonske vojne
- Oobleganje Aleksandrije (1801), napoleonske vojne
- Pohod na Aleksandrijo (1807), napoleonske vojne

## Lega antičnega mesta
Grška Aleksandrija je bila razdeljena na tri enote:
Brucheum; kraljevo ali grško četrt, najbolj veličasten del mesta. V rimskih časih je bil Brucheum razširjen z dodatkom uradne četrti, ali dodatne štiri enote. Mesto je bilo postavljeno kot mreža vzporednih ulic, od katerih je vsaka imela pripadajoč podzemni kanal: 
Judovska četrt; formacija severovzhodnega dela mesta, 
Rakotis; staro mesto Rakotis, ki je bilo absorbirano v Aleksandrijo, so zasedli predvsem Egipčani. 
Dve glavni ulici, obkroženi s kolonadami in za katere je bilo rečeno, da so bile vsaka približno 60 metrov široke, sta se sekali v središču mesta, blizu točke, kjer se je dvigala Aleksandrova Sema (ali Soma) (njegov mavzolej). Ta točka je zelo blizu sedanje mošeje Nebi Daniel; črta vzhod-zahod velike "ulice Canopic", se je le malce razlikovala od položaja sodobnega bulvarja de Rosette (zdaj Sharia Fouad). Sledove tlaka in kanala so našli v bližini Rosettinih vrat, vendar so ostanke ulic in kanalov leta 1899 izpostavili nemški bagri izven vzhodnih utrdb, ki ležijo znotraj območja antičnega mesta.
Aleksandrija je bila prvotno sestavljena iz malo več kot otoka Faros, ki je bil s celino povezan z 1260 metrov dolgim pomolom in se imenoval Heptastadion ("sedem stadijev" - grška enota dolžine, ki meri približno 180 metrov). Konec tega se je naslonil na kopno na čelu sedanjega Velikega trga, kjer so se dvigala "Lunina vrata". Vse to leži med to točko in sodobno četrtjo "Ras al-Tin", ki je zgrajena na mulju, ki se je postopoma razširil in izbrisal pomol. Četrt Ras al-Tin predstavlja vse, kar je ostalo od otoka Faros, mesto dejanskega svetilnika, ki je bil odplaknjeno v morje. Na vzhodu je bilo veliko pristanišče, zdaj odprt zaliv; na zahodu je ležalo pristanišče Eunostos, s svojo notranjo laguno Kibotos, ki se je zdaj močno povečala, da bi oblikovala sodobno pristanišče.
V času Strabona (v drugi polovici 1. stoletja pred našim štetjem) so bile glavne stavbe naslednje, naštete kot so bile vidne z ladje, ki je vstopila v Veliko pristanišče:
1. Kraljeve palače so zapolnjevale severovzhodni delt mesta in zasedale Lochiajev rt, ki je zapiral Veliko pristanišče na vzhodu. Lochias (sodobni Farillon) je skoraj v celoti izginil v morje, skupaj s palačami, "zasebnim pristaniščem" in otokom Antirrhodus. Tu je bilo kopno, kot na celotnem severovzhodni obali Afrike.
2. Veliko gledališče, na modernem bolnišničnem hribu blizu postaje Ramleh. To je uporabil Julij Cezar kot utrdbo, kjer je začel obleganje mestne mafije po tem, ko je zavzel Egipt po bitki pri Farsalusu
3. Posejdonij ali tempelj boga morja, blizu gledališča
4. Timonij, ki ga je zgradil Mark Antonij
5. Emporium (menjalnica)
6. Apostaze (skladišča)
7. Navalia (pomoli), zahodno od Timoniuma, ob morski obali
8. Za Emporiumom je stal Veliki cezarej, kjer sta stala dva velika obeliska, ki sta postala znani kot »Kleopatrine igle« in sta bila odpeljana v New York in London. Tempelj je nekoč postal patriarhalna cerkev, čeprav so odkrili nekaj starih ostankov templja. Aktualni cezarej, del, ki ga valovi niso porušili, leži pod hišami, ki tvorijo nov zid ob morju.
9. Gimnazij in palestra sta v notranjosti, blizu Boulevard de Rosette v vzhodni polovici mesta.
10. Saturnov tempelj; zahodna Aleksandrija.
11. Aleksandrov mavzolej (Soma) in Ptolemis v eni obročni ograji, blizu točke presečišča dveh glavnih ulic.
12. Muzej s svojo znano knjižnico in gledališčem v isti četrti; mesto neznano.
13. Serapeum, najbolj znan iz vseh templjev v Aleksandriji. Strabon nam pove, da je stal na zahodu mesta in nedavna odkritja segajo tako daleč, da bi ga postavili v bližino "Pompejevega stebra", ki je bil neodvisen spomenik, postavljen v spomin na Dioklecijanovo obleganje mesta.

Imena nekaj drugih javnih zgradb na kopnem so znana, vendar je malo podatkov o njihovem dejanskem položaju. Vendar pa nobena ni tako znana kot stavba, ki je stala na vzhodni točki otoka Faros. Tam je bil velik svetilnik, eno od sedmih čudes starega sveta, ki naj bi bil visok 138 metrov. Ptolemaj I. Soter je začel projekt, Ptolemaj II. Filadelf pa ga je zaključil s skupnimi stroški 800 talentov. 12 let je bilo treba za dokončanje in je služil kot prototip za vse poznejše svetilnike na svetu. Svetlobo so proizvajali s pečjo na vrhu. Stolp je bil zgrajen predvsem iz blokov apnenca. Svetilnik Faros je uničil potres v 14. stoletju. Hefajstov tempelj je stal na Farosu na koncu krta.
V 1. stoletju je imela Aleksandrija več kot 180.000 odraslih moških , po popisu iz 32. leta, poleg velikega števila svobodnih, žensk, otrok in sužnjev. Ocene celotnega prebivalstva so od 216.000  do 500.000 , zaradi česar je bila eno največjih mest, ki so jih kdaj zgradili pred industrijsko revolucijo in največje predindustrijsko mesto, ki ni bilo imperialna prestolnica.

## Geografija
Aleksandrija leži v državi Egipt, na južni obali Sredozemlja.

### Podnebje
Ima mejno vroče puščavsko podnebje (Köppnova podnebna klasifikacija: BWh) , ki se približuje vročemu polsuhemu podnebju (BSh). Kot ostala severna obala Egipta prevladujoči severni veter, ki piha po Sredozemlju, daje mestu manj hude podnebne razmere kot puščavi v ozadju. Rafah in Aleksandrija sta najbolj vlažni mesti v Egiptu. Na podnebje v mestu vpliva Sredozemsko morje, zniža temperature, povzroča različne deževne zime in zmerno vroče poletje, ki je včasih lahko zelo vlažno; januar in februar sta najhladnejša meseca, pri čemer maksimalne dnevne temperature segajo od 12 do 18 ° C in minimalne temperaturedo 5 ° C. Aleksandrija v hladnejših mesecih doživlja nasilne nevihte, dež in včasih sneženje, sodro in toča; ti dogodki v povezavi s slabim odvodnjavanjem so bili odgovorni za občasne poplave v mestu . Julij in avgust sta najbolj vroča in suha meseca, s povprečno dnevno maksimalno temperaturo 30 ° C. Povprečna letna količina padavin je okoli 200 mm, a je bila celo do 417 mm. 

## Zgodovinske lokacije in znamenitosti
Zaradi nenehne navzočnosti vojne v Aleksandriji v antičnih časih je zelo malo starega mesta preživelo v današnjega časa. Veliko kraljevih in državnih četrti je pod pristaniščem zaradi potresa leta 365, preostanek pa je bil pozidan v sodobnem času.
Pompejev steber, rimski triumfalni steber, je med najbolj znanimi antičnimi spomeniki danes v Aleksandriji. Stoji na starodavni akropoli, skromnem hribu ob mestnem arabskem pokopališču in je bil prvotno del templja kolonad. Vključno s podstavkom je visok 30 m; je iz poliranega rdečega granita, 2,7 m v premeru na dnu, na vrhu pa 2,4 m. Sam steber je visok 27 metrov in je izdelan iz enega kosa kamna. Prostornina je 132 kubičnih metrov in masa približno 396 ton . Pompejev steber so lahko postavili z uporabo enakih metod, s katerimi so postavili starodavne obeliske. Rimljani so imeli žerjave, vendar niso bili dovolj močni, da bi to težo dvignili. Roger Hopkins in Mark Lehrner sta izvedla več eksperimentov, da bi postavila obelisk, vključno z uspešnim poskusom postavitve 25-tonskega obeliska leta 1999. To je sledilo dvema poskusoma, da bi postavili manjše obeliske in dva neuspešna poskusa postavitve obelisk teže 25 ton . Struktura je bila oropana in porušena v 4. stoletju, ko je škof odredil, da je treba poganstvo odpraviti. "Pompejev steber" je napačno ime, saj nima nobene zveze s Pompejem, ker je bil postavljen leta 293 v času Dioklecijana, verjetno v spomin na upor Domitiusa Domitianusa. Pod akropolo so podzemeljski ostanki Serapeuma, kjer so se uresničile skrivnosti boga Serapisa in za katere so verjeli, da so izrezljane zidne niše priskrbele pretočni prostor za shranjevanje antične knjižnice. V zadnjih letih so v okoliškem morju odkrili številne starodavne predmete, večinoma kose stare keramike.
Aleksandrijske katakombe, znane pod imenom Kom El Shoqafa, so jugozahodno v bližini stebra, sestavljene iz večstopenjskega labirinta, ki ga dosežemo po velikem spiralnem stopnišču. Tu je desetine komor, okrašenih z okrašenimi stebri, kipi in drugimi sinkretičnimi rimsko-egipčanskimi verskimi simboli, pokopne niše in sarkofagi ter velika banketna dvorana v rimskem slogu, kjer so sorodniki pokojnika prirejali spominske pojedine. Katakombe so bile pozabljene dokler jih leta 1900 niso slučajno odkrili .
Najintenzivnejša izkopavanja, ki se trenutno izvajajo v Aleksandriji, so znana kot Kom El Deka. Odkrito je dobro ohranjeno gledališče antičnega mesta in ostanki kopališča iz rimskih časov.
Obstajajo stalna prizadevanja za raziskovanje starin Aleksandrije. Lokalno arheološko društvo spodbuja in pomaga, pa tudi številni posamezniki, zlasti Grki, ponosni na mesto. Tako v preteklosti kot sedanji direktorji muzeja občasno omogočajo sistematično izkopavanje, kadar koli se ponudi priložnost; D. G. Hogarth je opravil poskusne raziskave v imenu Egipčanskega raziskovalnega sklada in Društva za spodbujanje grških študij leta 1895; nemška ekspedicija je delala dve leti (1898-1899). Z dvema težavama se spopadajo pri izkopavanjih v Aleksandriji: pomanjkanje prostora za izkopavanje in podvodna lokacija nekaterih interesnih področij.
Ker veliko in rastoče sodobno mesto stoji takoj nad starodavnim, je skoraj nemogoče najti kakšen prostora za kopanje, razen za ogromne stroške. Kraljeve četrti Kleopatre VII. so bile preplavljeni zaradi potresov in cunamija, zato se je v 4. stoletju začelo postopno opuščanje . Ta podvodni del, ki je vseboval številne najbolj zanimive dele helenističnega mesta, vključno s četrtjo palač, je bil raziskan leta 1992 in ga še vedno preučuje francoski podvodni arheolog Franck Goddio in njegova ekipa . Dvignil je glavo Cesariona. Najbolj odprti prostori so nizko v tleh proti severovzhodu in jugozahodu, kjer je praktično nemogoče priti pod rimske plasti.
Najpomembnejši so bili dosežki, ki jih je dosegel dr. G. Botti, direktor muzeja, v okolici "Pompejevega stebra", kjer je veliko odprtih prostorov. Tu so izpostavljene podstrukture velike stavbe ali skupine stavb, ki so morda del Serapeuma. V bližini so bile ogromne katakombe in columbaria, ki so bile morda del templja. Vsebujejo zelo izjemen obok z nenavadno pobarvanimi reliefi, ki so zdaj umetno osvetljeni in odprti za obiskovalce.
Objekti, ki jih najdemo v teh raziskavah, so v muzeju, najpomembnejši pa je velik bazaltni bik, verjetno nekdaj predmet kulta v Serapeumu. Druge katakombe in grobnice so odprli tudi v Kom El Shoqafa in Ras El Tin (poslikane).
Nemška ekipa je odkrila ostanke ptolemajske kolonade in ulic na severovzhodu mesta, a malo drugega. Hogarth je raziskoval del ogromne strukture iz opeke pod gomilo Kom El Deka, ki je morda del Paneuma, mavzoleja ali rimska utrdba.
Izdelava novega kopnega je pripeljala do izkopavanja ostankov patriarhalne cerkve; temelji modernih stavb pa so redko postavljeni ne da bi odkrili nekaj predmetov iz antike. Bogastvo pod zemljo je brez dvoma ogromno, vendar kljub vsem prizadevanjem ni veliko arheologov, da bi jih videli v Aleksandriji zunaj muzeja in soseski "Pompejevega stebra".

### Tempelj Taposiris Magna
Tempelj je bil zgrajen v času Ptolemajcev in posvečen Ozirisu. Stoji v Abusiru, zahodnem predmestju Aleksandrije v mestu Borg el Arab. Ostala je le stena in piloni. Obstajajo dokazi, da so tam častili svete živali. Arheologi so blizu templja našli živalsko nekropolo. Ostanki krščanske cerkve kažejo, da je bil tempelj v poznih stoletjih uporabljen kot cerkev. Tudi na istem območju so ostanki javnih kopališč, ki jih je zgradil cesar Justinijan I., zidove ob morju, pristanišče in most. V bližini obale na plaži so ostanki stolpa, ki ga je zgradil Ptolemaj II. Filadelf. Stolp je bil natančna replika uničenega svetilnika Faros. 

## Qaitbayjeva citadela
Qaitbayjeva citadela je obrambna utrdba iz 15. stoletja na obali Sredozemskega morja. Ustanovljena je bila leta 1477 v zalivu sultana Al-Ashraf Sayf al-Din Qa'ita. Citadela stoji na vzhodni strani severne konice otoka Faros na ustju Vzhodnega pristanišča. Velja za eno najpomembnejših obrambnih trdnjav, ne le v Egiptu ampak celem Sredozemskem bazenu. Svojemu namenu je služila do leta 1882, ko jo je uničilo bombardiranje britanske flote. Po revoluciji leta 1952 so egiptovske vojaške čete spremenile stavbo v pomorski muzej. Največja obnovitvena dela izvirajo iz leta 1984, ko je Egipčanska organizacija za starine naredila ambiciozne načrte za obnovo utrdbe

## Pobratena mesta
Aleksandrija je pobratena z:
| - Kazahstan Almati - Slovaška Bratislava - Maroko Casablanca - ZDA Cleveland - Romunija Konstanca - Južna Afrika Durban - Turčija İzmir - Bolgarija Kazanlak - Francija Marseille | - Indija Kanpur - Azerbajdžan Yevlakh - Armenija Gjumri - Ciper Limasol - Ukrajina Odesa - Kitajska Šanghaj - Rusija Sankt Petersburg - Grčija Solun |